# Aeroportul Regional Pryor Field
Aeroportul Regional Pryor Field (IATA: DCU, ICAO: KDCU, FAA LID: DCU) este un aeroport din Alabama, Statele Unite ale Americii ce deservește zona Decatur. Aeroportul a fost tranzitat în 2019 de 46 de pasageri. A fost deschis în octombrie 1941.
Situat la o altitudine de 180 m, aeroportul dispune de 1 pistă.

## Infrastructură

### Piste
Aeroportul dispune de o singură pistă. Pista 18/36 are suprafața de asfalt și dimensiunile 6.107 picioare × 100 picioare. 